# فريدي غارسيا
فريدي غارسيا (بالإنجليزية: Freddie Garcia)‏ (7 يوليو 1952 في المكسيك - ) هو لاعب كرة قدم أمريكي في مركز الهجوم. لعب مع دالاس تورنايدو وكليفلاند فورس ‏ وويتشاتا وينغز ‏.